# けやき台 (所沢市)
けやき台（けやきだい）は、埼玉県所沢市の町名。現行行政地名はけやき台一丁目および二丁目。郵便番号は、359-1118。

## 地理
西武新宿線·新所沢駅の南方で航空公園駅の西方向に位置する。北西で緑町、北東で泉町、南東で宮本町、南西で上新井と接する。町境の南西側は国道463号に、北東側は埼玉県道6号川越所沢線に隣接する。中央を所沢市道「上新井富岡線」が通過し、その西側が1丁目、東側が2丁目となっている。

### 地価
住宅地の地価は、2015年（平成27年）1月1日の公示地価によれば、けやき台1丁目32番21の地点で20万2000円/m2となっている。

## 歴史
- 1981年（昭和56年）6月20日 - 町名変更・区画整理実施により大字上新井の南東部が分離し、けやき台となる[5]。

## 世帯数と人口
2017年（平成29年）9月30日現在の世帯数と人口は以下の通りである。
| 丁目           | 世帯数    | 人口    |
| -------------- | --------- | ------- |
| けやき台一丁目 | 1,680世帯 | 4,059人 |
| けやき台二丁目 | 850世帯   | 1,962人 |
| 計             | 2,530世帯 | 6,021人 |

## 小・中学校の学区
市立小・中学校に通う場合、学区は以下の通りとなる。
| 丁目           | 番地 | 小学校             | 中学校             |
| -------------- | ---- | ------------------ | ------------------ |
| けやき台一丁目 | 全域 | 所沢市立清進小学校 | 所沢市立向陽中学校 |
| けやき台二丁目 | 全域 | 所沢市立清進小学校 | 所沢市立所沢中学校 |

## 交通

### 鉄道
最寄駅は、北側は新所沢駅、東側は航空公園駅が利用できる。また、南側は西武池袋線·西所沢駅が利用可能な範囲にある。

### バス
地区内のバス停は、ところバス西路線「泉町」・「所沢中学校前」、 南路線「はくれん通り」バス停

### 道路
- 国道463号
- 埼玉県道6号川越所沢線
- 所沢市道上新井富岡線

#### 交差点
- 泉町交差点
- けやき台２丁目交差点
- 宮本町交差点
- 消防局前交差点

## 施設
- 所沢市立清進小学校
- 所沢市立所沢中学校
- 埼玉西部消防組合所沢中央消防署
- 上新井西公園
- 所沢けやき台郵便局
- けやき台自転車保管場[9][10]

## 脚註
1. 1 2  “最新の人口について”.   所沢市 (2017年10月17日). 2017年10月20日閲覧。
2. 1 2  “郵便番号”.  日本郵便. 2017年10月20日閲覧。
3. ↑  “市外局番の一覧”.   総務省. 2017年5月29日閲覧。
4. ↑  国土交通省地価公示・都道府県地価調査
5. ↑  『角川日本地名大辞典 11 埼玉県』 増補9頁。
6. ↑  “住所別通学区域一覧表”.   所沢市. 2017年10月20日閲覧。
7. ↑  ところバス西路線 新所沢･狭山ヶ丘コース Archived 2011年1月12日, at the Wayback Machine. 2011年3月閲覧
8. ↑  ところバス南路線 山口循環コース Archived 2011年1月23日, at the Wayback Machine. 2011年3月閲覧
9. ↑  放置自転車として市内の新所沢駅・航空公園駅・所沢駅・東所沢駅・秋津駅周辺で撤去された自転車は当保管所に集められる。
10. ↑  所沢市ホームページ けやき台自転車保管場 Archived 2011年2月27日, at the Wayback Machine. 2011年3月閲覧